# Elettrotreno FS ETR.485
L'ETR.485 è un elettrotreno delle Ferrovie dello Stato Italiane ad assetto variabile (Pendolino) di terza generazione, ad alta velocità, ottenuto dalla trasformazione in mezzo politensione e policorrente dell'ETR.480.

## Storia
Gli elettrotreni ETR.480, costruiti tra il 1997 ed il 1998 in 15 esemplari, numerati dal n. 31 al n. 45, in origine erano tutti funzionanti con alimentazione elettrica a 3 kV in corrente continua e predisposti per essere trasformati ed adattati anche al funzionamento a 25 kV in corrente alternata (a differenza degli ETR.460, costruiti tra il 1993 ed il 1995, funzionanti solamente a 3 kV CC e non predisposti alla trasformazione). Tale operazione è stata eseguita tra il 2004 ed il 2005 su tutti i 15 esemplari, che sono stati quindi rinominati ETR.485; il primo convoglio ad essere trasformato ed omologato da RFI è stato l'esemplare ETR.480 n. 32.

## Caratteristiche
L'ETR.485 è del tutto identico sia all'ETR.480 che all'ETR.460 per quanto riguarda le dimensioni e la composizione, con 9 elementi aventi la stessa configurazione. Lievemente differente il numero dei posti, salito a 146 in 1ª classe e a 344 in 2ª.
Identiche sono le prestazioni in termini di potenza (5880 kW), mentre la velocità massima è di 280 km/h (tuttavia la velocità massima commerciale del treno è limitata a 250 km/h). Identica anche la dotazione delle apparecchiature di ripetizione segnali in macchina a 9 codici, ma integrata con l'installazione di SCMT ed ERTMS di 2º livello.
Può quindi circolare sia sulle linee tradizionalmente alimentate a corrente continua a 3 kV che sulle nuove linee AV alimentate a 25 kV con frequenza di 50 Hz, e sia sulle linee preesistenti provviste di ripetizione dei segnali in macchina che sulle linee esercite con blocco radio GSM-R prive di segnalamento tradizionale lungo la linea.
La trasformazione rispetto all'ETR.480 è consistita nell'applicazione di 3 trasformatori di linea, dei sezionatori e degli interruttori AT e nel rinnovamento dei pantografi: i 52 FS per l'alimentazione a 3 kV sono stati sostituiti con gli ATR 90 e sono stati aggiunti due pantografi del tipo Schunk WBL85, monobraccio con striscianti in carbone, per i 25 kV in corrente alternata. 
In conseguenza delle modifiche apportate, la massa a vuoto è salita a 418 t.
Nel mese di marzo 2006 sono iniziate le prove sulla linea ad alta velocità Roma-Napoli dell'elettrotreno n. 43 allo scopo di testare dal vivo le nuove apparecchiature installate.

## Livree e nomi
Gli ETR.480, originariamente dotati di una livrea d’origine bianca e rossa analoga a quella degli ETR.460, nella loro trasformazione in ETR.485 vennero ricolorati nella nuova livrea "Brand AV" a due toni di grigio; nei primi tempi alcuni convogli ETR.480, quelli che in precedenza venivano utilizzati per svolgere i collegamenti tBiZ sulla relazione Roma-Milano, continuarono a portare anche il logo di questo servizio.
In occasione dell'apertura della linea ad alta velocità Milano-Bologna, nel dicembre 2008, i treni di categoria Eurostar Italia Alta Velocità effettuati con ETR.485 ed ETR.600 hanno ricevuto il nome complementare di "Frecciargento"; la livrea degli ETR.485 è stata modificata con l'aggiunta di una fascia rosso vivo nella metà inferiore della cassa. Il nuovo nome entrerà a far parte della famiglia delle Frecce, affiancandosi al nome complementare "Frecciarossa", dedicato ai treni Eurostar Italia Alta Velocità effettuati invece con ETR 500, e al nome "Frecciabianca", che dal 2010 verrà assegnato come nome complementare ai treni Eurostar City Italia, diventando poi nome proprio di tale categoria dall'anno seguente. Dall'estate del 2012, la categoria di servizio Eurostar Italia Alta Velocità è stata sdoppiata in Frecciarossa e Frecciargento, nomi non più complementari ma propri delle due categorie.
Tra la fine del 2011 e l'inizio del 2012, gli ETR.485 hanno adottato una nuova livrea Frecciargento, grigio-argento con due sottili fasce rosse alle estremità inferiore e superiore della cassa.
Spesso gli ETR.485 fuori turno svolgono corse Frecciabianca normalmente assegnate agli ETR.460 quando essi non sono disponibili.

## Incidenti

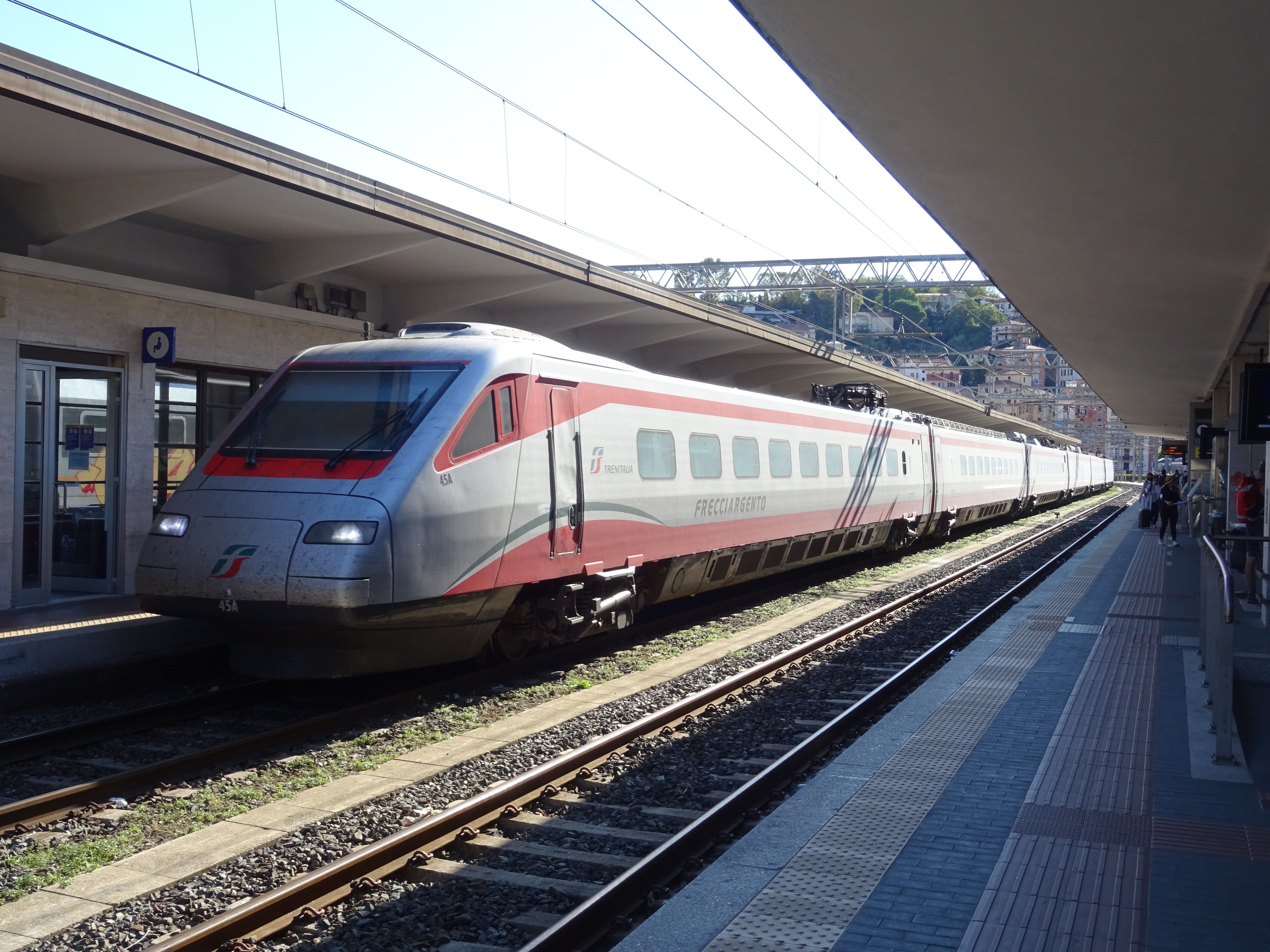
Un ETR.485 Frecciargento a La Spezia Centrale.

Gli ETR.485, così come i loro predecessori ETR.460 ed ETR.480, sono stati in passato soggetti a numerosi guasti e rotture agli organi di trasmissione, che hanno portato a immobilizzazioni e piccoli incendi a varie unità. Molti di questi incidenti sono stati passati sotto silenzio, venendo catalogati come "guasti", ma si stima che possano essere stati una decina solo tra il 2007 e il 2008.
- Il 7 gennaio 2008, l'ETR.485-37 in forza al treno 9312 Roma-Bolzano in transito presso Orvieto ha subito il distacco dell'albero di trasmissione del secondo motore della motrice di testa, che ha causato ingenti danni alla vettura e all'armamento della linea. Il cedimento dell'albero non è stato limitato dalle protezioni già presenti nel sottocassa, ed ha scatenato un cortocircuito con incendio nell'impianto ad alta tensione. L'incidente ha causato una interrogazione parlamentare, e ha spinto le FS ad abbassare la velocità massima dei convogli in via precauzionale a 160 km/h: l'intera flotta è stata sottoposta a controlli e a manutenzione straordinaria, evidenziando una carenza strutturale in alcune componenti dell'albero di trasmissione. A seguito dei dati emersi, sono state applicate modifiche alle parti meccaniche, per ridurre il rischio di guasto.
- Il 15 febbraio 2008 l'ETR.485-41 (servizio 9302 Roma-Milano) ha subito un principio d'incendio durante il transito tra Orte e Orvieto, presso "P.C. Capena": l'evento, accaduto in un tunnel, ha prodotto grandi quantità di fumo ma non vi è stata fiamma libera. Un evento simile sarebbe avvenuto sulla stessa tratta pochi mesi dopo, il 28 settembre 2008 ad un altro Elettrotreno, il 480-37.[3]
- Il 28 febbraio 2012 il treno Frecciargento 9482 Roma-Brescia, all'imbocco del tunnel della Casella alla velocità di 250 km/h perde una porta dall'ottava carrozza, che si va a schiantare sulla fiancata di quella di coda.[4]
- Il 24 settembre 2012 l'ETR.485-36 assegnato al treno Frecciargento 9351 Roma-Lecce travolge un TIR bloccato a un passaggio a livello nei pressi di Fasano. Il macchinista rimane ucciso mentre, tra i passeggeri, si contano decine di feriti.[5]
- Il 3 febbraio 2025, sulla linea Genova-Roma, un principio d'incendio è divampato a bordo del Frecciargento 8583 mentre il treno era in transito presso la stazione di Lastra a Signa, lungo il bypass ferroviario della linea Firenze-Pisa. Il fumo e le fiamme si sono sviluppati nel sottocassa della carrozza 8, probabilmente per cause dovute a un corto circuito. Il convoglio ETR.485 n.45 si è immediatamente fermato nei pressi della stazione, poco dopo l'uscita dalla galleria. L'incidente non ha provocato né vittime né feriti.[6]
- Il 25 marzo 2025 sulla relazione Roma Termini - Ravenna, in prossimità di Serra San Quirico, l'ETR.485 n.44 ha travolto un'auto ferma nel mezzo di un passaggio a livello. L'incidente non ha provocato né vittime né feriti.[7]
- Il 4 giugno 2025 in prossimità di Arezzo l'ETR.485 n.40 ha avuto un principio di incendio nei vani tecnici della carrozza 1.  Il convoglio si è arrestato in linea e ha costretto il personale di bordo all'evacuazione della vettura e al trasbordo dei passeggeri su un altro treno. L'incidente non ha provocato né vittime né feriti.[8]